# Русь (Острудський повіт)
Русь (пол. Ruś) — село в Польщі, у гміні Моронґ Острудського повіту Вармінсько-Мазурського воєводства.
Населення — 204 особи (2011).
У 1975-1998 роках село належало до Ольштинського воєводства.

## Демографія
Демографічна структура станом на 31 березня 2011 року:
|          | Загалом | Допрацездатний вік | Працездатний вік | Постпрацездатний вік |
| -------- | ------- | ------------------ | ---------------- | -------------------- |
| Чоловіки | 100     | 15                 | 77               | 8                    |
| Жінки    | 104     | 18                 | 58               | 28                   |
| Разом    | 204     | 33                 | 135              | 36                   |